# Rafael Hertzberg

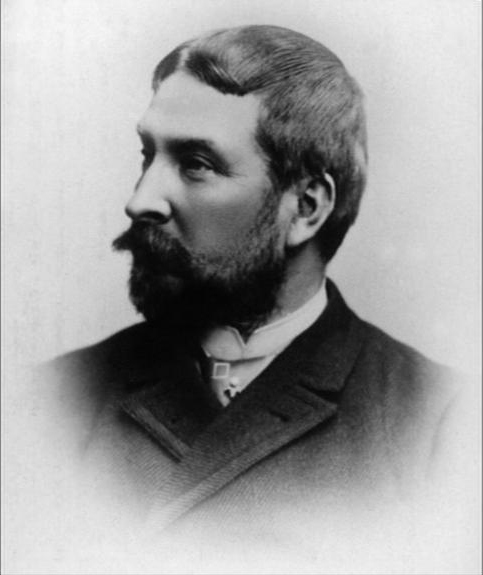
Rafael Hertzberg.

Rafael Hertzberg (Turku, 18 settembre 1845 – Helsinki, 5 dicembre 1896) è stato uno scrittore, traduttore e storico finlandese, di lingua svedese. Fu anche uomo d'affari e inventore. Una grafia alternativa del nome è Rafaël Hertzberg. Oggi è particolarmente ricordato per aver scritto le parole del canto natalizio Julpolska (Nu ha vi ljus här i vårt hus).

## Biografia
Hertzberg studiò all'Università di Helsinki, dove conseguì la laurea nel 1889, con una tesi sulla superstizione in Finlandia nel 1600. Collaborò all’Helsingfors Dagblad come critico letterario, teatrale e d'arte (dal 1875 al 1888 come redattore culturale), e in seguito anche  all’Hufvudstadsbladet (importante quotidiano finlandese in lingua svedese). Partecipò con regolarità al dibattito pubblico e fu tra i primi sostenitori del suffragio femminile in Finlandia. Si batté anche per il miglioramento delle condizioni degli ebrei finlandesi.
Hertzberg debuttò come autore nel 1870 con una traduzione e pubblicò complessivamente sessanta libri, che vanno dalle traduzioni di poesia popolare finlandese a poesie proprie, dalle opere storiche ai libri per bambini (illustrati tra gli altri da Helene Schjerfbeck, Jenny Nyström, John Bauer ed Elsa Beskow) alla letteratura di intrattenimento (quest'ultimo genere solitamente sotto diversi pseudonimi: "Jung Junior", "Lucianus", "Onkel Tommi", "Qvasimodo", "Sphinx" e altri). Fu redattore di varie riviste e curò la prima antologia di poesia finlandese in svedese, Ur Finlands sång (1880). Nel 2004 fu pubblicato un suo libro su Helsinki. Scrisse anche per il teatro, tra l'altro un adattamento di Vårt land di Johan Ludvig Runeberg,  Landshöfdingen e Bröderna. Fu inoltre autore del libretto dell'unica opera di Jean Sibelius, Jungfrun i tornet, del 1896.
Nel 1884 Hertzberg pubblicò una traduzione del poema epico nazionale finlandese Kalevala, di cui curò anche versioni per bambini e ragazzi. Come traduttore, si dedicò inizialmente alla poesia popolare tradizionale finlandese, ma con il tempo si concentrò sulla letteratura contemporanea, e tradusse, tra gli altri, Minna Canth e Juhani Aho. Fu anche autore di liberi adattamenti della Chanson de Roland,  di canzoni popolari italiane e dei libri di viaggio africani di Henry Stanley, e nel 1880 eseguì la prima traduzione in svedese di Casa di bambola di Henrik Ibsen.
Dal 1890, Hertzberg fu anche attivo come agente finlandese di compagnie straniere di assicurazione sulla vita, e persino come inventore: in particolare, costruì una macchina da scrivere per non vedenti, una sputacchiera ideata per prevenire la diffusione della tubercolosi, un apparecchio per il cambio di monete (Likvidator) e un distributore di sigarette (Fulmen).